# Deportes de motor

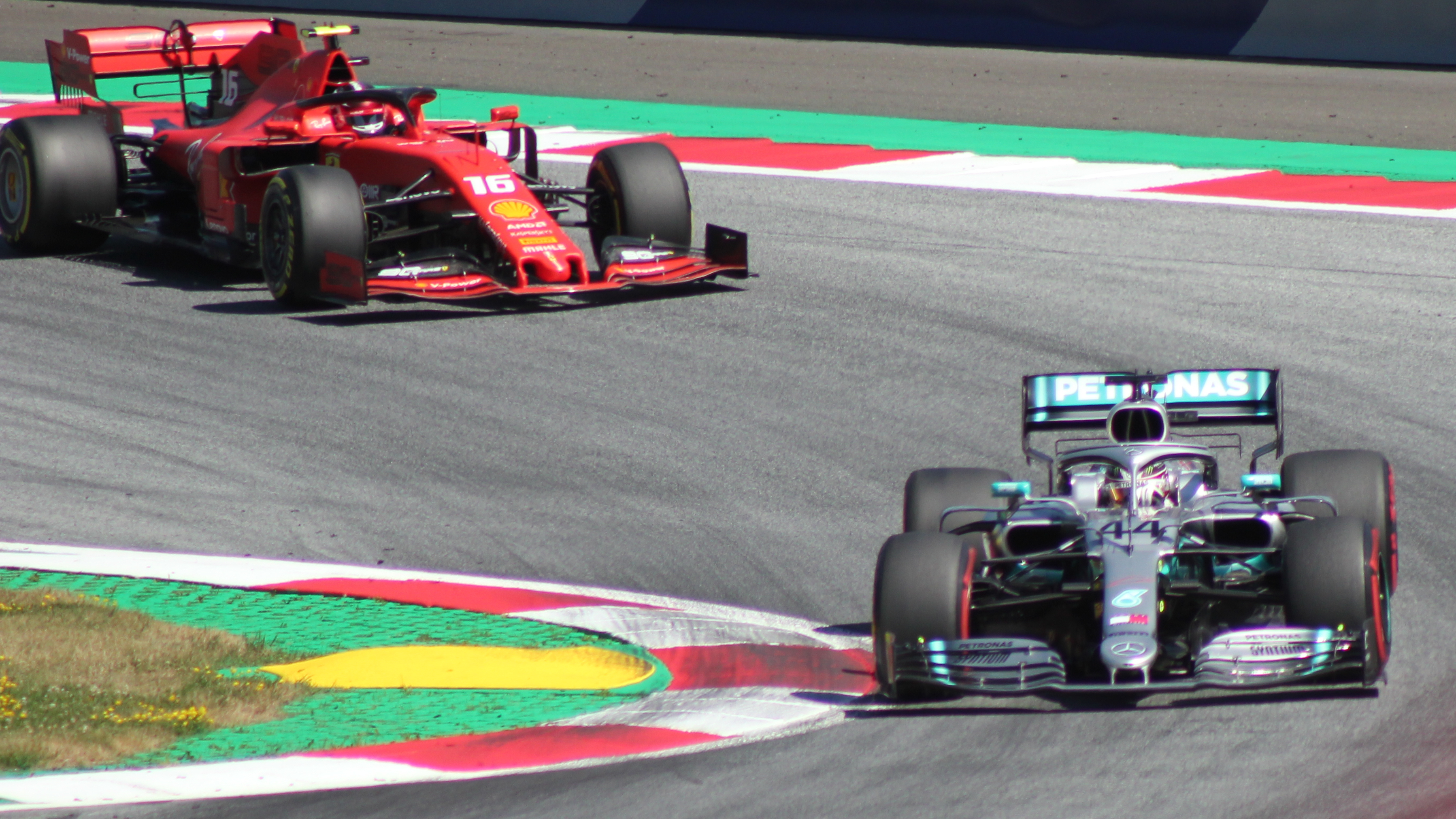
Lewis Hamilton liderando el Gran Premio de Austria de 2019 en su Mercedes-AMG W10 #44

Los deportes de motor, también conocidos internacionalmente como motorsport, son una serie de disciplinas deportivas practicadas con vehículos motorizados. El automovilismo se practica con automóviles y, por extensión, también con camiones y buggies. El motociclismo con motocicletas y, por extensión, también con motonieves y cuatrimotos. La motonáutica y la aeronáutica se excluyen un poco del deporte motor, ya que está centrado sobre todo a coches y motocicletas.[cita requerida]
Debido a la gran variedad de tipos de vehículos y formas de competición, existen numerosos campeonatos de cada modalidad a nivel mundial, continental y federaciones mundiales. Los deportes de motor están expresamente excluidos de los Juegos Olímpicos, aunque se practicaron eventos de este tipo como exhibición en los Juegos Olímpicos de París 1900.[cita requerida]
Otro de los deportes excluidos dentro de esta categoría son los carreras de destrucción, ya que en esta competencia las colisiones se producen a propósito entre varios vehículos dentro de un terreno con lodo o tierra, además de que hay carreras en las que suelen participar camiones monstruo.

## Tipos

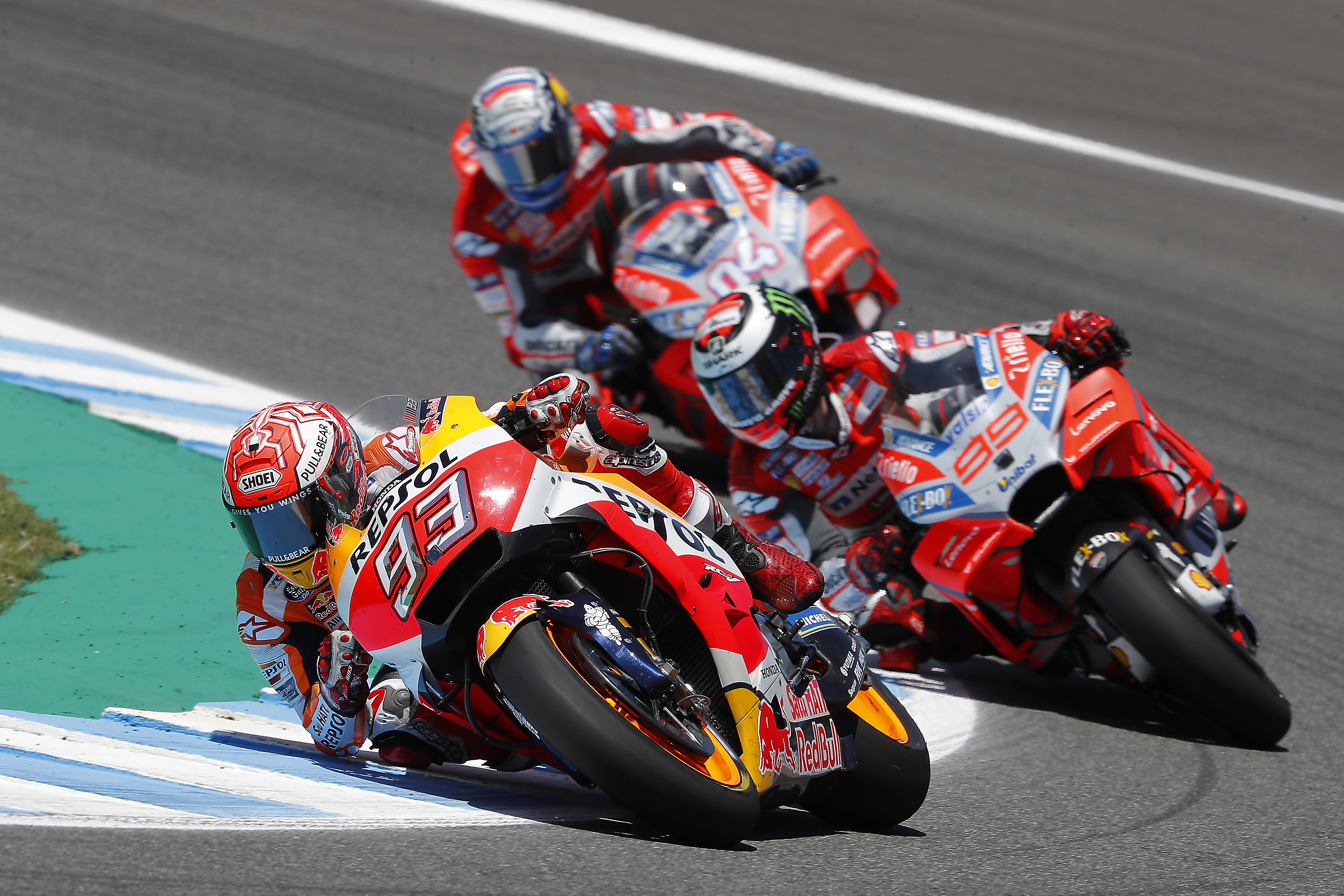
Marc Márquez, Jorge Lorenzo y Andrea Dovizioso en el Circuito de Jerez en 2018.

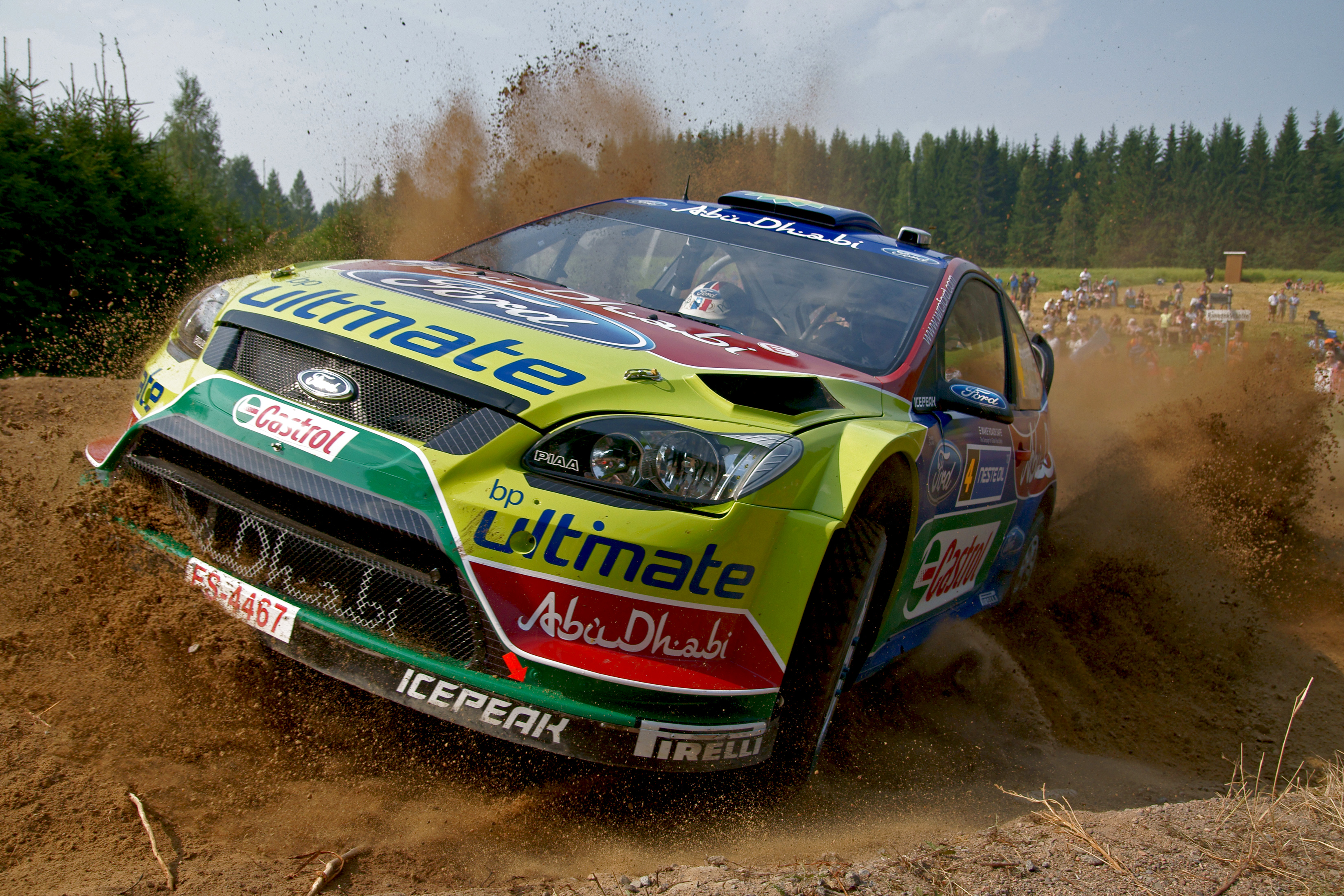
Jari-Matti Latvala en el Rally de Finlandia de 2010.

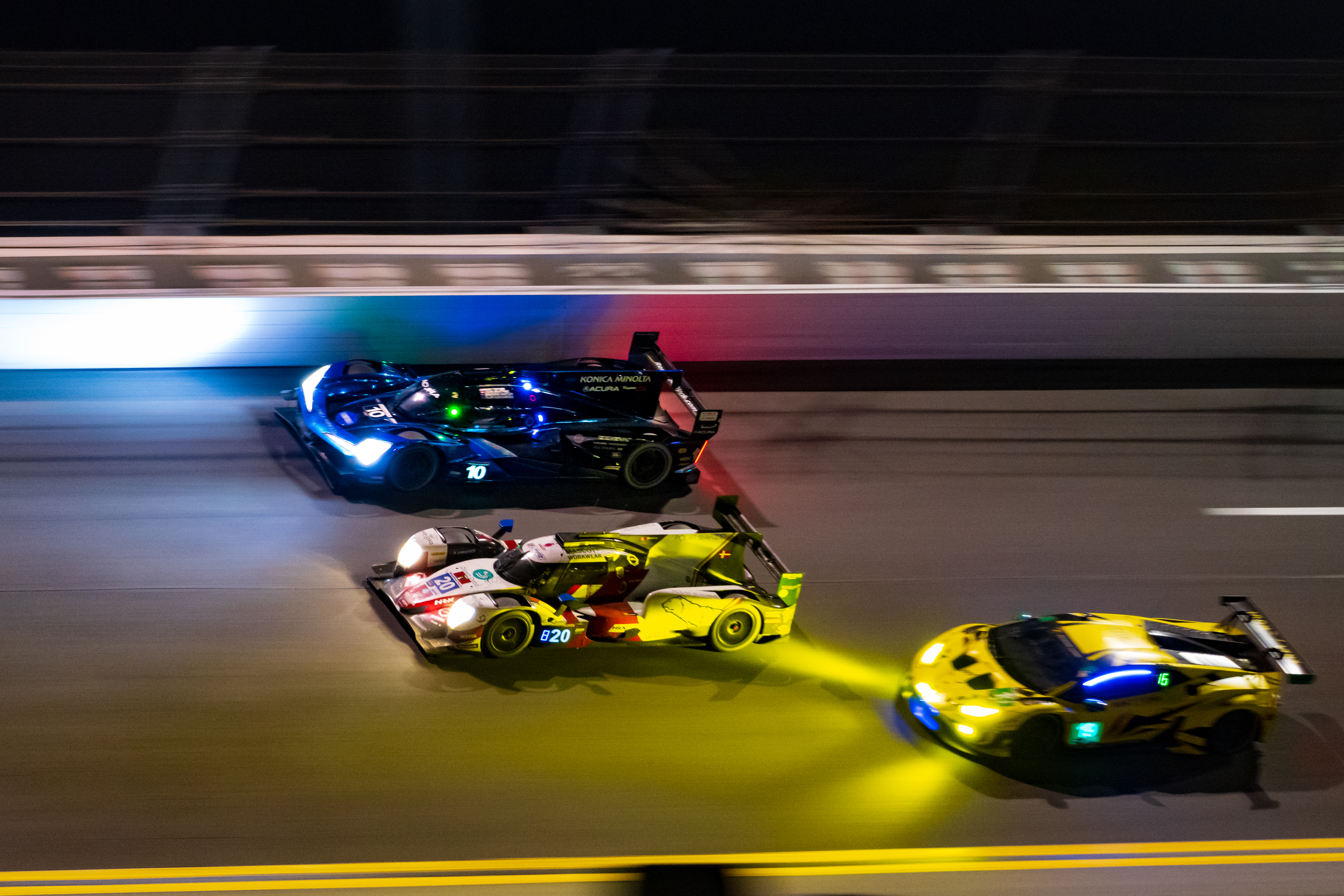
Un trío de sport prototipos.

| Categoría                 | Disciplina                         | Vehículo                                                  |
| Automovilismo             |                                    |                                                           |
| ------------------------- | ---------------------------------- | --------------------------------------------------------- |
| Automovilismo             | Rally                              | Turismo                                                   |
| Automovilismo             | Autoeslalon                        | Turismo                                                   |
| Automovilismo             | Drifting                           | Turismo                                                   |
| Automovilismo             | Velocidad                          | Turismo, gran turismo, sport prototipo, monoplaza, camión |
| Automovilismo             | Rally raid                         | Turismo, camión                                           |
| Automovilismo             | Carrera de montaña                 | Turismo, monoplaza                                        |
| Automovilismo             | Karting                            | Kart                                                      |
| Automovilismo             | Autocross/rallycross               | Turismo, kartcross                                        |
| Motociclismo              |                                    |                                                           |
| Velocidad                 | Motocicleta                        |                                                           |
| Motocross                 | Motocicleta                        |                                                           |
| Trial                     | Motocicleta                        |                                                           |
| Enduro                    | Motocicleta                        |                                                           |
| Endurocross               | Motocicleta                        |                                                           |
| Speedway                  | Motocicleta                        |                                                           |
| Supermoto                 | Motocicleta                        |                                                           |
| Superquad                 | Cuatrimoto                         |                                                           |
| Rally raid                | Motocicleta, cuatrimoto            |                                                           |
| Snocross                  | Motonieve                          |                                                           |
| Motociclismo estilo libre | Motocicleta, cuatrimoto, motonieve |                                                           |
| Motonáutica               |                                    |                                                           |
| Motos de agua             | Moto de agua                       |                                                           |
| Lanchas                   | Lancha motora                      |                                                           |
| Aeronáutica               | Acrobacias                         | Avioneta                                                  |